# Habenaria elwesii
Habenaria elwesii är en orkidéart som beskrevs av Joseph Dalton Hooker. Habenaria elwesii ingår i släktet Habenaria och familjen orkidéer. Inga underarter finns listade i Catalogue of Life.